# Gran Premio di Monaco 1982
Il Gran Premio di Monaco 1982 è stata la sesta prova della stagione 1982 del Campionato mondiale di Formula 1. Si è corsa domenica 23 maggio 1982 sul Circuito di Montecarlo. La gara è stata vinta dall'italiano Riccardo Patrese su Brabham-Ford Cosworth; per il vincitore si trattò del primo successo in carriera. Ha preceduto sul traguardo il francese Didier Pironi su Ferrari e l'altro italiano Andrea De Cesaris su Alfa Romeo. Per quest'ultimo pilota si trattò del primo podio nel mondiale di F1.

## Vigilia

### Sviluppi futuri
La FISA inviò delle proposte di modifica del regolamento tecnico: veniva proposta una riduzione del peso minimo a 550 kg, e quella della larghezza delle monoposto da 210 cm a 175 cm. Le richieste vennero però giudicate inaccettabili da parte dei costruttori.

### Aspetti tecnici
Dopo la morte di Gilles Villeneuve i piloti accusarono la scarsa sicurezza delle monoposto. Vennero messe sotto accusa le "minigonne", le bandelle laterali fissate nella parte bassa della vettura, che avevano il compito di creare una depressione che aumentasse la velocità delle vetture stesse. Quando però le minigonne si staccavano dalla vettura, per un impatto, la monoposto diventava ingovernabile e senza aderenza, rischiando di volare in aria. Vennero messi sotto accusa anche i freni, le gomme e in generale l'aumento di potenza e velocità che si erano riscontrati negli ultimi anni. Lo stesso pilota canadese aveva evidenziato questi rischi parlando con dei giornalisti belgi prima della gara di Zolder.Nelson Piquet, campione del mondo in carica, puntò il dito in particolare sulla scarsa sicurezza della Ferrari 126 C2, affermando che, se fosse capitato a lui l'incidente con la sua Brabham, non sarebbe deceduto.
La Brabham tornò ad impiegare la BT49D a motore Ford Cosworth DFV con Riccardo Patrese, mentre Nelson Piquet proseguì a utilizzare la BT50 a motore turbo BMW. La Ligier portò all'esordio il modello JS19. Gli alettoni della vettura francese però vennero trovati non regolamentari, costringendo così la scuderia a modificarne la larghezza.
Da questa gara la March abbandonò l'uso degli pneumatici Pirelli, per utilizzare gli Avon, come già testato nelle settimane precedenti. La Theodore Racing, invece, sostituì gli Avon con i Goodyear.

### Aspetti sportivi
La Scuderia Ferrari non indicò nessun sostituto per Villeneuve, e affrontò così la gara di Monaco col solo Didier Pironi, anche se venne avanzata l'ipotesi di richiamare Carlos Reutemann (che rifiutò la proposta), mentre Jacques Villeneuve Sr. si propose alla scuderia italiana per guidare l'auto del fratello deceduto a Zolder. La Ferrari, per la prima volta dal Gran Premio d'Olanda 1976, schierava così una sola vettura.
A causa dell'alto numero di iscritti, e del fatto che solo 20 vetture potevano affrontare la gara, e 26 le qualifiche, furono necessarie le prequalifiche a cui vennero costretti i tre piloti della March, i due dell'Osella, i due della Toleman e  Chico Serra della Fittipaldi.

## Prequalifiche

### Resoconto
I tre piloti che riuscirono a prequalificarsi furono Jean-Pierre Jarier, Derek Warwick e Jochen Mass. Quest'ultimo venne accusato di aver girato con una vettura regolare, ma poi di averla sostituita, per l'ultimo tentativo, con una vettura non regolamentare, ottenendo così il tempo necessario per passare le prequalifiche. Il reclamo della Toleman venne comunque respinto dai commissari. Emilio de Villota, nel corso della sessione, ebbe un incidente in cui distrusse la sua March, senza soffrire però conseguenze fisiche.

### Risultati
Nella sessione di prequalifica, ricavata all'interno delle prove "libere" del giovedì mattina, si è avuta questa situazione:
| Pos | Nº | Pilota             | Costruttore              | Tempo    | Status |
| --- | -- | ------------------ | ------------------------ | -------- | ------ |
| 1   | 31 | Jean-Pierre Jarier | Osella-Ford Cosworth     | 1'29"479 | PQ     |
| 2   | 17 | Jochen Mass        | March-Ford Cosworth      | 1'29"901 | PQ     |
| 3   | 35 | Derek Warwick      | Toleman-Hart             | 1'30"352 | PQ     |
| NPQ | 36 | Teo Fabi           | Toleman-Hart             | 1'30"407 | NPQ    |
| NPQ | 32 | Riccardo Paletti   | Osella-Ford Cosworth     | 1'31"059 | NPQ    |
| NPQ | 18 | Raul Boesel        | March-Ford Cosworth      | 1'31"212 | NPQ    |
| NPQ | 20 | Chico Serra        | Fittipaldi-Ford Cosworth | 1'31"471 | NPQ    |
| NPQ | 19 | Emilio de Villota  | March-Ford Cosworth      | 1'52"401 | NPQ    |

## Qualifiche

### Resoconto
Nella prima giornata di prove, tradizionalmente effettuata a Monaco di giovedì, il miglior tempo venne fatto segnare da René Arnoux con 1'24"54; il francese precedette due piloti italiani, Andrea De Cesaris e Riccardo Patrese, separati da un solo millesimo di secondo. Patrese, al termine delle prove, accusò De Cesaris di averlo ostacolato in pista, mentre il romano ribatté che la scarsa ampiezza del circuito era stata la causa dell'incomprensione. La Ferrari con Didier Pironi, pur essendo la vettura che riusciva a toccare la velocità più alta sul rettilineo dei box, con 244,6 km/h, chiuse solo tredicesima ed evidenziò problemi di sottosterzo.
Al sabato, a pochi minuti dal termine della sessione, Arnoux abbassò ancora il suo tempo, portandolo a 1'23"281, e diventando imprendibile per tutti gli altri piloti. Per il francese fu la dodicesima pole position nel mondiale. Patrese scalò così in seconda posizione, precedendo però, per circa un decimo e mezzo, Bruno Giacomelli, mentre quarto si posizionò Alain Prost, l'altro pilota della Renault. Al quinto posto risalì Didier Pironi. Molte vetture vennero sospettate di aver affrontato le qualifiche con un peso inferiore a quello minimo previsto, escamotage non replicabile in gara ove i controlli dei commissari erano più stringenti.

### Risultati
I risultati delle qualifiche furono i seguenti:
| Pos | Nº | Pilota             | Costruttore            | Tempo    | Griglia |
| --- | -- | ------------------ | ---------------------- | -------- | ------- |
| 1   | 16 | René Arnoux        | Renault                | 1'23"281 | 1       |
| 2   | 2  | Riccardo Patrese   | Brabham-Ford Cosworth  | 1'23"791 | 2       |
| 3   | 23 | Bruno Giacomelli   | Alfa Romeo             | 1'23"939 | 3       |
| 4   | 15 | Alain Prost        | Renault                | 1'24"439 | 4       |
| 5   | 28 | Didier Pironi      | Ferrari                | 1'24"585 | 5       |
| 6   | 6  | Keke Rosberg       | Williams-Ford Cosworth | 1'24"649 | 6       |
| 7   | 22 | Andrea De Cesaris  | Alfa Romeo             | 1'24"928 | 7       |
| 8   | 5  | Derek Daly         | Williams-Ford Cosworth | 1'25"390 | 8       |
| 9   | 3  | Michele Alboreto   | Tyrrell-Ford Cosworth  | 1'25"449 | 9       |
| 10  | 7  | John Watson        | McLaren-Ford Cosworth  | 1'25"583 | 10      |
| 11  | 12 | Nigel Mansell      | Lotus-Ford Cosworth    | 1'25"642 | 11      |
| 12  | 8  | Niki Lauda         | McLaren-Ford Cosworth  | 1'25"838 | 12      |
| 13  | 1  | Nelson Piquet      | Brabham-BMW            | 1'26"075 | 13      |
| 14  | 9  | Manfred Winkelhock | ATS-Ford Cosworth      | 1'26"260 | 14      |
| 15  | 11 | Elio De Angelis    | Lotus-Ford Cosworth    | 1'26"456 | 15      |
| 16  | 25 | Eddie Cheever      | Ligier-Matra           | 1'26"463 | 16      |
| 17  | 4  | Brian Henton       | Tyrrell-Ford Cosworth  | 1'26"690 | 17      |
| 18  | 26 | Jacques Laffite    | Ligier-Matra           | 1'27"007 | 18      |
| 19  | 29 | Marc Surer         | Arrows-Ford Cosworth   | 1'27"019 | 19      |
| 20  | 10 | Eliseo Salazar     | ATS-Ford Cosworth      | 1'27"022 | 20      |
| NQ  | 30 | Mauro Baldi        | Arrows-Ford Cosworth   | 1'27"208 | NQ      |
| NQ  | 33 | Jan Lammers        | Theodore-Ford Cosworth | 1'27"523 | NQ      |
| NQ  | 17 | Jochen Mass        | March-Ford Cosworth    | 1'27"885 | NQ      |
| NQ  | 35 | Derek Warwick      | Toleman-Hart           | 1'28"075 | NQ      |
| NQ  | 31 | Jean-Pierre Jarier | Osella-Ford Cosworth   | 1'28"264 | NQ      |
| NQ  | 14 | Roberto Guerrero   | Ensign-Ford Cosworth   | 1'28"635 | NQ      |

## Gara

### Resoconto
Al via René Arnoux mantenne il comando seguito da Bruno Giacomelli, Riccardo Patrese e Alain Prost. Al secondo giro Prost, sul rettilineo d'arrivo, riuscì a superare Patrese e si portò al 3º posto; Giacomelli, due giri dopo, fu costretto ai box, a causa della rottura del semiasse: le due Renault si trovarono così a comandare la gara. Seguivano Patrese, Didier Pironi, Andrea De Cesaris, Michele Alboreto e Keke Rosberg.
Al quindicesimo passaggio Arnoux perse il controllo della sua Renault alle Piscine, finendo in testacoda: il motore si spense e fu costretto al ritiro. Alain Prost passò così a condurre. I primi quattro della classifica erano vicini, compresi in sette secondi. Subito dietro, al giro 22, Keke Rosberg passò Alboreto.
Il gruppetto di testa si trovò, al 33º giro, a doppiare Elio De Angelis: Prost e Patrese lo superarono senza problemi, mentre Pironi provò a infilarlo alla Rascasse; nella manovra la monoposto del francese urtò la ruota della Lotus e danneggiò il musetto. Il danno tuttavia non fu importante tanto che il francese proseguì la sua gara. Nelle prime posizioni la classifica non vide mutamenti fino al giro 66, quando Rosberg (5°), si ritirò per un problema alle sospensioni, seguito 4 giri dopo, anche da Alboreto. Quinto era così Derek Daly e sesto Elio De Angelis.
Attorno al 70º giro, sul tracciato, iniziò a cadere una leggera pioggia (tanto che i commissari erano già pronti ad esporre la bandiera rossa per interrompere la gara): a farne le spese per primo fu il battistrada Alain Prost che, al giro 74 (a tre tornate dalla conclusione del gran premio) nel tentativo di doppiare Marc Surer, sbatté contro il guard-rail, dopo essere andato in testacoda alla chicane del porto.
Dopo questo ritiro la gara visse dei momenti concitati. Leader della gara diventò Riccardo Patrese, che però si girò, poco dopo, al tornante Loews, spegnendo il motore; passò perciò al comando Didier Pironi, che venne tradito dalla batteria scarica della sua Ferrari, che si fermò sotto il tunnel, nel corso dell'ultimo giro. Al comando sarebbe passato dunque un altro pilota italiano, Andrea De Cesaris, con l'Alfa Romeo, che rimase senza benzina pochi istanti dopo l'abbandono di Pironi. In testa avrebbe potuto porsi l'irlandese Derek Daly, che era attardato di un giro, ma il pilota della Williams toccò le barriere e si fermò alla Rascasse, prima di iniziare l'ultimo giro.
Patrese, nel frattempo, era riuscito a ripartire, anche grazie all'aiuto dei commissari e al fatto che in quel punto la pista fosse in discesa, cosa che gli consentì di riavviare il motore della sua Brabham e, unico tra tutti i piloti partecipanti, tagliò il traguardo a pieni giri.
Era dal Gran Premio d'Austria 1975 (vinto all'epoca da Vittorio Brambilla) che un italiano non vinceva una corsa mondiale. Patrese fu anche il primo pilota italiano a vincere un'edizione del Gran Premio di Monaco valida quale prova del Campionato mondiale di Formula 1. Nel caos finale non fu subito chiaro chi avesse vinto, tanto che alla Lotus spinsero anche De Angelis ad andare sul podio e lo stesso Patrese, solo una volta concluso il giro d'onore ed aver arrestato la macchina davanti al podio, venne informato della vittoria. Per le posizioni di rincalzo, il secondo posto venne assegnato a Pironi davanti a De Cesaris. I due pur ritirati avevano compiuto 75 giri su 76 in un tempo minore dei doppiati Mansell e De Angelis, che occuparono la quarta e la quinta posizione. Sesto viene classificato Daly, malgrado il ritiro, a due giri.
Poco prima che venisse ufficializzato l'ordine d'arrivo ufficiale James Hunt, che commentava la gara per la BBC, esclamò: "Ebbene noi siamo in questa situazione ridicola in cui siamo tutti seduti sulla linea del traguardo in attesa dell'arrivo di un vincitore e non ci sembra di averne uno!".
Riccardo Patrese fu il sessantanovesimo pilota ad aggiudicarsi un gran premio valido per il mondiale di F1. Patrese ottenne anche il suo primo giro veloce, mentre Andrea De Cesaris conquistò il suo primo podio iridato. Era dal Gran Premio d'Italia 1955 che due italiani non finivano sul podio nella stessa gara del mondiale. Patrese dedicò il suo successo, tra gli altri, anche a Gilles Villeneuve.

### Risultati
I risultati del gran premio furono i seguenti:
| Pos | No | Pilota             | Team                     | Giri | Tempo/Ritiro              | Griglia | Punti |
| --- | -- | ------------------ | ------------------------ | ---- | ------------------------- | ------- | ----- |
| 1   | 2  | Riccardo Patrese   | Brabham-Ford Cosworth    | 76   | 1h54'11"259               | 2       | 9     |
| 2   | 28 | Didier Pironi      | Ferrari                  | 75   | Batteria scarica          | 5       | 6     |
| 3   | 22 | Andrea De Cesaris  | Alfa Romeo               | 75   | Fine carburante           | 7       | 4     |
| 4   | 12 | Nigel Mansell      | Lotus-Ford Cosworth      | 75   | + 1 giro                  | 11      | 3     |
| 5   | 11 | Elio De Angelis    | Lotus-Ford Cosworth      | 75   | + 1 giro                  | 15      | 2     |
| 6   | 5  | Derek Daly         | Williams-Ford Cosworth   | 74   | Incidente                 | 8       | 1     |
| 7   | 15 | Alain Prost        | Renault                  | 73   | Incidente                 | 4       |       |
| 8   | 4  | Brian Henton       | Tyrrell-Ford Cosworth    | 72   | + 4 giri                  | 17      |       |
| 9   | 29 | Marc Surer         | Arrows-Ford Cosworth     | 70   | + 6 giri                  | 19      |       |
| 10  | 3  | Michele Alboreto   | Tyrrell-Ford Cosworth    | 69   | Sospensioni               | 9       |       |
| Rit | 6  | Keke Rosberg       | Williams-Ford Cosworth   | 64   | Collisione con M.Alboreto | 6       |       |
| Rit | 8  | Niki Lauda         | McLaren-Ford Cosworth    | 56   | Motore                    | 12      |       |
| Rit | 1  | Nelson Piquet      | Brabham-BMW              | 49   | Turbo                     | 13      |       |
| Rit | 7  | John Watson        | McLaren-Ford Cosworth    | 35   | Impianto elettrico        | 10      |       |
| Rit | 9  | Manfred Winkelhock | ATS-Ford Cosworth        | 31   | Differenziale             | 14      |       |
| Rit | 26 | Jacques Laffite    | Ligier-Matra             | 29   | Tenuta di strada          | 18      |       |
| Rit | 25 | Eddie Cheever      | Ligier-Matra             | 27   | Pompa dell'olio           | 16      |       |
| Rit | 10 | Eliseo Salazar     | ATS-Ford Cosworth        | 22   | Meccanica                 | 20      |       |
| Rit | 16 | René Arnoux        | Renault                  | 14   | Testacoda                 | 1       |       |
| Rit | 23 | Bruno Giacomelli   | Alfa Romeo               | 4    | Semiasse                  | 3       |       |
| NQ  | 30 | Mauro Baldi        | Arrows-Ford Cosworth     |      |                           |         |       |
| NQ  | 33 | Jan Lammers        | Theodore-Ford Cosworth   |      |                           |         |       |
| NQ  | 17 | Jochen Mass        | March-Ford Cosworth      |      |                           |         |       |
| NQ  | 35 | Derek Warwick      | Toleman-Hart             |      |                           |         |       |
| NQ  | 31 | Jean-Pierre Jarier | Osella-Ford Cosworth     |      |                           |         |       |
| NQ  | 14 | Roberto Guerrero   | Ensign-Ford Cosworth     |      |                           |         |       |
| NPQ | 36 | Teo Fabi           | Toleman-Hart             |      |                           |         |       |
| NPQ | 32 | Riccardo Paletti   | Osella-Ford Cosworth     |      |                           |         |       |
| NPQ | 18 | Raul Boesel        | March-Ford Cosworth      |      |                           |         |       |
| NPQ | 20 | Chico Serra        | Fittipaldi-Ford Cosworth |      |                           |         |       |
| NPQ | 19 | Emilio de Villota  | March-Ford Cosworth      |      |                           |         |       |

## Classifiche

### Piloti
| Pos. | Pilota             | Punti |
| ---- | ------------------ | ----- |
| 1    | Alain Prost        | 18    |
| 2    | John Watson        | 17    |
| 3    | Didier Pironi      | 16    |
| 4    | Keke Rosberg       | 14    |
| 5    | Riccardo Patrese   | 13    |
| 6    | Niki Lauda         | 12    |
| 7    | Michele Alboreto   | 10    |
| 8    | Elio De Angelis    | 7     |
| 9    | Nigel Mansell      | 7     |
| 10   | Carlos Reutemann   | 6     |
| =    | Gilles Villeneuve  | 6     |
| 10   | René Arnoux        | 4     |
| =    | Eddie Cheever      | 4     |
| =    | Andrea De Cesaris  | 4     |
| 15   | Jean-Pierre Jarier | 3     |
| 16   | Manfred Winkelhock | 2     |
| =    | Eliseo Salazar     | 2     |
| =    | Nelson Piquet      | 2     |
| 19   | Chico Serra        | 1     |
| =    | Derek Daly         | 1     |

### Costruttori
| Pos. | Team                     | Punti |
| ---- | ------------------------ | ----- |
| 1    | McLaren-Ford Cosworth    | 29    |
| 2    | Ferrari                  | 22    |
| 3    | Renault                  | 22    |
| 4    | Williams-Ford Cosworth   | 20    |
| 5    | Lotus-Ford Cosworth      | 14    |
| 6    | Brabham-Ford Cosworth    | 13    |
| 7    | Tyrrell-Ford Cosworth    | 10    |
| 8    | Ligier-Matra             | 4     |
| =    | Alfa Romeo               | 4     |
| 10   | ATS-Ford Cosworth        | 4     |
| 11   | Osella-Ford Cosworth     | 3     |
| 12   | Brabham-BMW              | 2     |
| 13   | Fittipaldi-Ford Cosworth | 1     |